# Bacchisa cyaneoapicalis
Bacchisa cyaneoapicalis là một loài bọ cánh cứng trong họ Cerambycidae.